# Дедукція (мислення)
Деду́кція — рух знання від загальнішого до менш загального, приватного; виведення наслідку із засновків. Тісно пов'язана з індукцією.
Логіка розглядає дедукцію як вид висновку. Психологія вивчає розвиток і порушення дедуктивних міркувань. Рух знання від більш до менш загального аналізується в його обумовленості всіма психічними процесами, будовою розумової діяльності в цілому.
Приклад емпіричних досліджень дедуктивних міркувань — аналіз довіри до посилок і висновків з них.